# 六角義賢

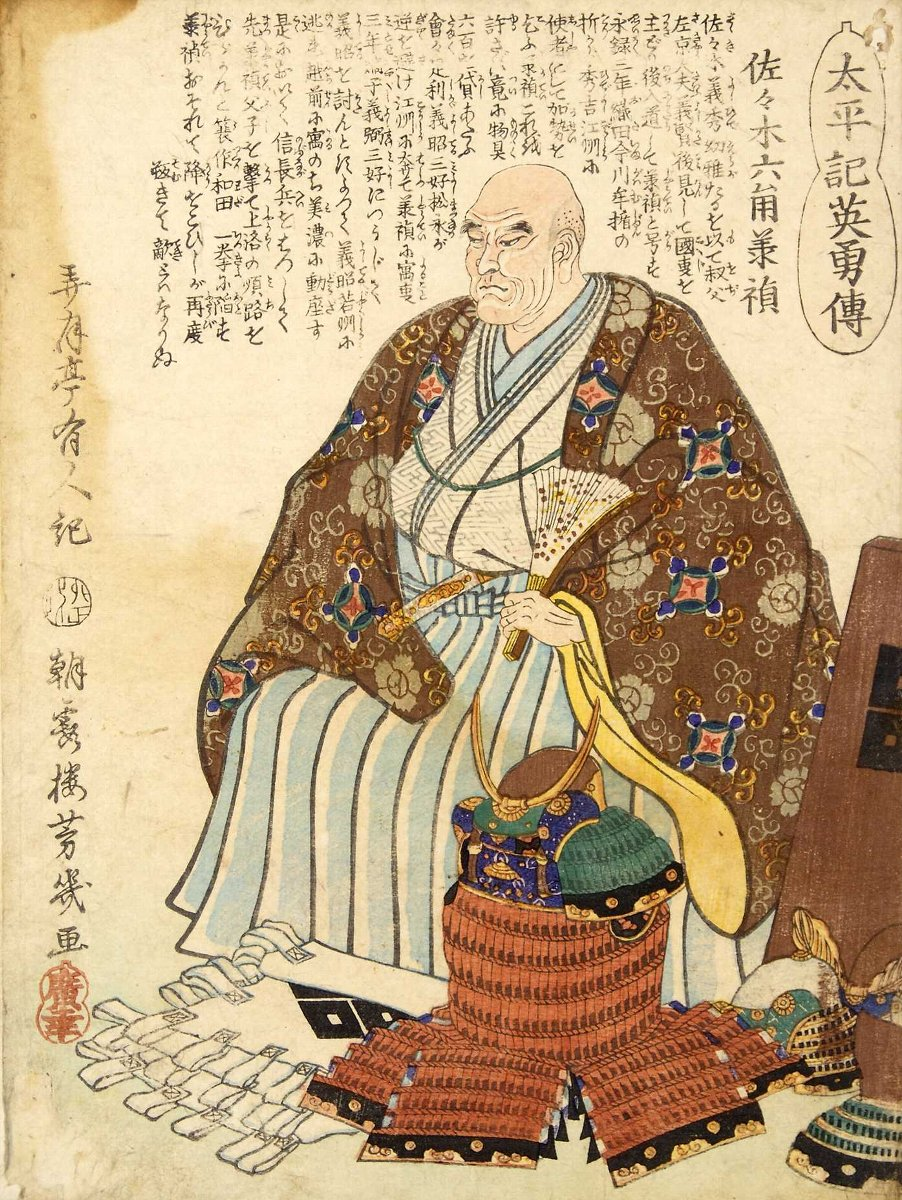
六角義賢（落合芳幾畫）

六角義賢（日语：／ Rokkaku Yoshikata，1521年—1598年4月19日），為日本戰國時代南近江的大名，六角家的家督。剃髮後法號承禎（日语：／ Shōtei）。

## 生平
本名義賢，1552年父親六角定賴死後繼承六角家家督之位。由於六角承禎也數次進入近畿與三好長慶作戰，一度控制山城國掌握京都。並且逼迫北近江的淺井久政臣服，將家臣平井定武之女嫁給久政之子淺井長政，也發兵北伊勢，並透過聯姻，將重臣蒲生賢秀之妹嫁給北伊勢的神戶具盛、關盛信，將兩人納入麾下。
由於淺井長政逼迫父親久政讓出家督並監禁蟄居，圖謀從六角家的支配下自立，六角義賢於1560年發動兩萬大軍進攻淺井長政，而在野良田合戰被淺井長政突襲而大敗，也因此六角義賢被家臣團逼迫必須將家督的一職讓與兒子六角義治而出家，法號承禎。
但是六角義治是較其父親更為愚蠢的君主，1563年，六角義治由於殺害六角家重臣後藤賢豐而引發觀音寺騷動，導致六角家內部的嚴重分裂；1568年，織田信長發兵上洛（京都）時，承禎父子因與三好三人眾結盟，阻止織田信長上洛，當織田信長率領大軍殺入近江後，六角家慘敗，承禎父子丟棄觀音寺城逃往甲賀（觀音寺城之戰），六角家也因此衰微。

### 晚年
之後承禎等人以游擊戰的方式在南近江一帶反抗織田信長，並且響應足利義昭的反信長包圍網，直到1570年投降；但是1574年承禎又逃亡伊賀並且有意東山再起，但沒有成功。六角義賢在石部城持續對抗織田家，直到石部城遭到織田軍攻破後（石部城之戰），承禎便下落不明，有一種說法是他之後投靠石山本願寺。後來又成為豐臣秀吉的御伽眾，在慶長3年（1598年）時過世。

## 軼事
義賢向家臣吉田重政學習弓術，也學習大坪流馬術，在這兩方面頗為擅長，嫡子義治也教導豐臣秀賴弓術。